# Jesse Darko
Jesse Asiedu Darko (* 13. März 1993 in Österreich) ist ein österreichisch-ghanaischer Fußballspieler.

## Leben
Darkos Mutter stammt aus Ghana, sein Vater aus der Steiermark. Geboren wurde er in Österreich. Erst im Alter von zehn Jahren zog er mit seiner Familie nach England. Jesse Darko ist demnach österreichischer Staatsbürger und wäre für ÖFB-Auswahlen spielberechtigt.

### Karriere
Der Stürmer spielte nach seinem Umzug aus Österreich nach England, in der Jugend des FC Bromley, bevor er im Sommer 2010 nach Wales beim walisischen Verein Cardiff City unterschrieb. Am 21. Februar 2013 wurde Darko von Cardiff City an den AFC Wimbledon verliehen, wo er am 23. Februar 2013 gegen Dagenham & Redbridge debütierte. Im Sommer 2013 verließ er mit Ablauf seines Vertrages Cardiff City und wechselte nach Griechenland zum AO Episkopi. Nach vier Spielen, in der ersten Saisonhälfte in Griechenland kehrte er nach England zurück und lebte als Vereinsloser Spieler im Großraum London, bevor er im Frühjahr 2014 sich Brentwood Town anschloss. Im Dezember 2014 unterschrieb er in der Isthmian League beim FC Kingstonian. Dort erzielte er bei seinem Debüt am 9. Dezember 2014 auf Anhieb, sein Einstandstor für Kingstonian, gegen den Ligarivalen Walton Casuals.